# フランチェスコ・プロヴェンツァーレ
フランチェスコ・プロヴェンツァーレ（Francesco Provenzale, 1632年9月25日 - 1704年9月6日）は、イタリアの作曲家、教育者。特に、名高いカストラートのニコロ・グリマルディ（ニコリーニという名前で活動）は彼の弟子であった。

## 生涯
プロヴェンツァーレに関する1658年以前の記録はほとんど残されていない。ナポリのピエタ・デイ・トゥルキーニ音楽院で学んだのではないかと考えられている。
プロヴェンツァーレの名前が歴史に登場するのは1654年のことであり、この年にナポリで彼のオペラ『Teseo』が上演される。生涯を通じて彼が主に力を注いだのは教育活動であったが、初めてオペラを書いたナポリの作曲家としても歴史に名を刻んでいる。『Teseo』以前にも少なくとも2つのオペラを作曲していたようである。同年、プロヴェンツァーレの作品と考えて間違いのない『Il Ciro』と題されたオペラが、ヴェネツィアのテアトロ・サンティ・ジョヴァンニ・エ・パオロ（Teatro Santi Giovanni e Paolo）で上演されている。このオペラは、音楽の一部がピエトロ・フランチェスコ・カヴァッリの手になるものであるという点で注目される。この時までにヴェネツィアで作曲された合作オペラは1つも知られておらず、またプロヴェンツァーレの『Xerse』と『Artemisia』のいずれもがカヴァッリの原曲からの編曲であろうと思われている。
オペラの作曲と教職をこなしつつ、プロヴェンツァーレは快適に生活を送ることが出来た。1660年にキアーラ・バジーレ（Chiara Basile）と結婚、1663年の春までにはサンタ・マリア・ディ・ロレート音楽院の「マエストロ」に就任し、少なくとも2年間はこの職を務めた。1665年に息子のジュゼッペが誕生、夫妻は他に2人の娘を授かった。
この時以降、加齢によって衰えが現れ始めるまでのプロヴェンツァーレの人生は、羨むべき成功物語であった。彼の作品はナポリで頻繁に上演された。名声が高まると委嘱が舞い込むようになり、生徒の数も増加していった。また数多くの音楽院で「マエストロ」職を務めながらも、これらの学校における最上位の役職である首席「マエストロ」への任用は回避された。晩年、年齢を理由に一部役職から退くと、アレッサンドロ・スカルラッティの代理人となった。1704年、ついにロイヤル・チャペルの主任「マエストロ」に就任するが、プロヴェンツァーレはわずか数日後にこの世を去ってしまった。後任には、彼の門下生の中でも抜きん出ていたガエターノ・ヴェネツィアーノが選ばれた。
プロヴェンツァーレの作品は、楽曲の断片のみが現存している。オペラ『Il schiavo di sua moglie』と『La Stellidaura vendicante』、宗教的メロドラマ『La colomba ferita』（聖ロザリアの生涯に関する内容で、彼の最高傑作と目される）、多数の宗教的作品がある。悲しみや痛みを強く表現するイタリアの声楽スタイルの特性は、彼のオペラ『Il schiavo di sua moglie』のアリア「Lasciatemi morir」に見られる長い旋律線と表情豊かな半音階的な和声において、他に例を見ないほど見事に表出されている。

## 主要録音
- Cantatas, I Turchini Florio. Symphonia; reissue on Il Canto della Sirena 3CD Glossa 2011
- Missa defunctorum with Cristofaro Caresana: Dixit Dominus Cappella della Pieta de' Turchini Florio (2007)
- Provenzale: Passione (1996)
- Provenzale: Vespro
- La Bella Devozione
- Motetti
- La colomba ferita 2CD
- Lo schiavo di sua moglie 1672
- La Stellidaura vendicante 1674 - Stellidaura: Jennifer Rivera (mezzo-soprano), Armillo: Hagen Matzeit (countertenor), Armidoro: Bogdan Mihai (tenor), Orismondo: Carlo Allemano (tenor), Giampetro: Enzo Capuano (bass). Academia Montis Regalis dir. Alessandro de Marchi, DHM Classics, 2013